# Tonkháza
Tonkháza (másképpen Magyartonk, szlovákul Tonkovce) Illésháza településrésze Szlovákiában, a Nagyszombati kerületben, a Dunaszerdahelyi járásban.

## Fekvése
Somorjától 17 km-re északkeletre fekszik. 1960 óta a korábbi Illésháza, Kismagyar és Bélvata falvakkal együtt alkotja Nový Život községet.

## Története

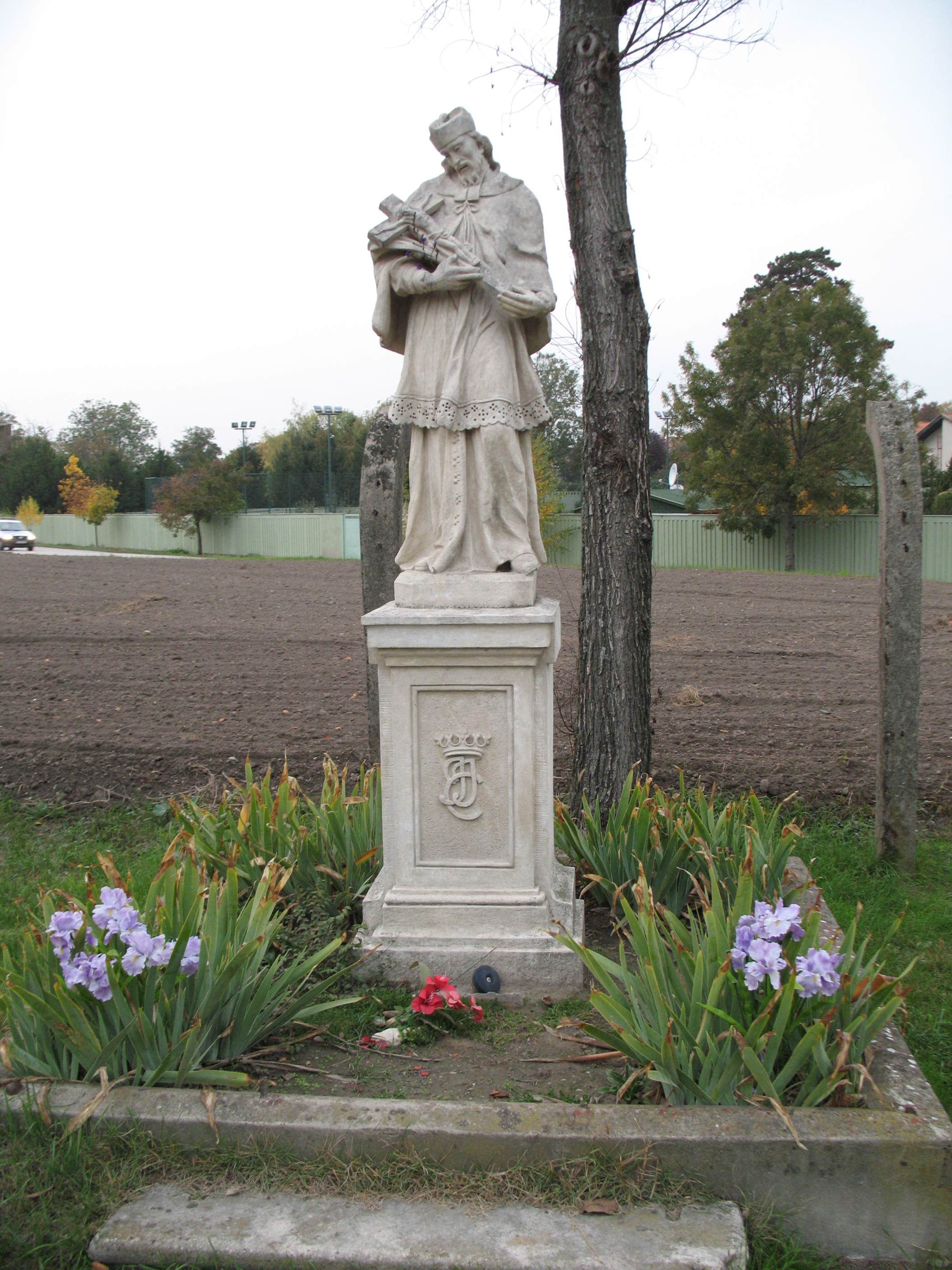
Nepomuki Szent János szobor 1780-ból

1308-ban "Tonkvatha" alakban említik először. A 15. században "Dankháza" és "Tankháza" néven szerepel az oklevelekben. A 15. század végéig helyi nemes Tonkházy család birtoka volt. 1496-ban szerez itt birtokot a Illyés család, majd egyre több birtokot szereznek meg a településen. 1553-ban az Illyés és Csorba családok a birtokosai. A 17. századtól a nagyszarvai uradalom részeként az Illésházy család birtoka lett. A 19. századtól Batthyány családé, később a Pálffyaké. 1720-ban 5 adózója volt. 1828-ban 28 házában 208 lakos élt.
Vályi András szerint "TONKHÁZA. Magyar falu Pozsony Várm. földes Urai Gr. Illésházy, és több Urak, fekszik Illésházához nem meszsze, mellynek filiája; Jókához, Nagy Léghez, és Csenkéhez is közel; szántó földgyeikből, és réttyeikből veszik jövedelmeiket lakosai; fűzfákat űltetnek, ’s azoknak ágait használlyák."
Fényes Elek szerint "Tonkháza, magyar falu, Poson vgyében, közel a kis Dunához: 185 kath., 8 zsidó lak. A szarvai uradalomé és egynehány nemeseké."
Pozsony vármegye monográfiája szerint "Tonkháza, kisközség a Felső-Csallóközben, 29 házzal és 238 róm. kath. vallású magyar lakossal. Első birtokosa 1435-ben Tankházi Salamon. Mátyás királynak 1488 május 29-én kelt oklevelében Dankháza néven van említve. 1495-ben II. Ulászló csebi Pogány Péter pozsonyi ispánnak és alsóborsai Vízközi Andrásnak adományozza. 1496-ban is a Tankháziak a birtokosai és Tankházi Ábrahám is birtokát Illyés Mátyásnak és Györgynek hagyományozza. Két évvel később II. Ulászló a hűtlenségbe esett Zerhai Zerhass Márton és László birtokát szintén Illyés Györgynek és Mátyásnak adományozza. 1506-ban Verbőczi István is birtokosa. 1533-ban Csorba Gergely és Pál fiai osztozkodnak itteni részeiken. 1540-ben az egyik Csorba-féle birtokot az Illésházyak nyerik. Az 1553-iki portális összeírásban e község neve Tenk-Háza alakban szerepel és birtokosai Illésházy Tamás és Csorba Farkas. Később az Illésházyak után a Batthyányiak is birtokosai lesznek és ezeknek a révén ma Pálffy Béla grófnak van itt nagyobb birtoka. A községnek nincs temploma. Postája és távírója Nagymagyar, vasúti állomása Szempcz. Ide tartoznak Csondor, Ménesakol és Vitté puszták és a Dunaszegi malomházak."
A trianoni békeszerződésig Pozsony vármegye Somorjai járásához tartozott. 1920 után jelentős szlovák betelepülés ment végbe, 1921-ben 333, 1941-ben 1198 lakosa volt a falunak. 1938 és 1945 között újra Magyarország része volt. 1940-ben Kismagyarral egyesítették. 1960 óta Illésházához tartozik. 2004 óta húsüzeme is van, mely sertés- és marhahúst dolgoz fel.

## Népessége
1910-ben 214, túlnyomórészt magyar lakosa volt.
2001-ben Illésházának 2048 lakosából 1746 magyar és 242 szlovák volt.

## Nevezetességei

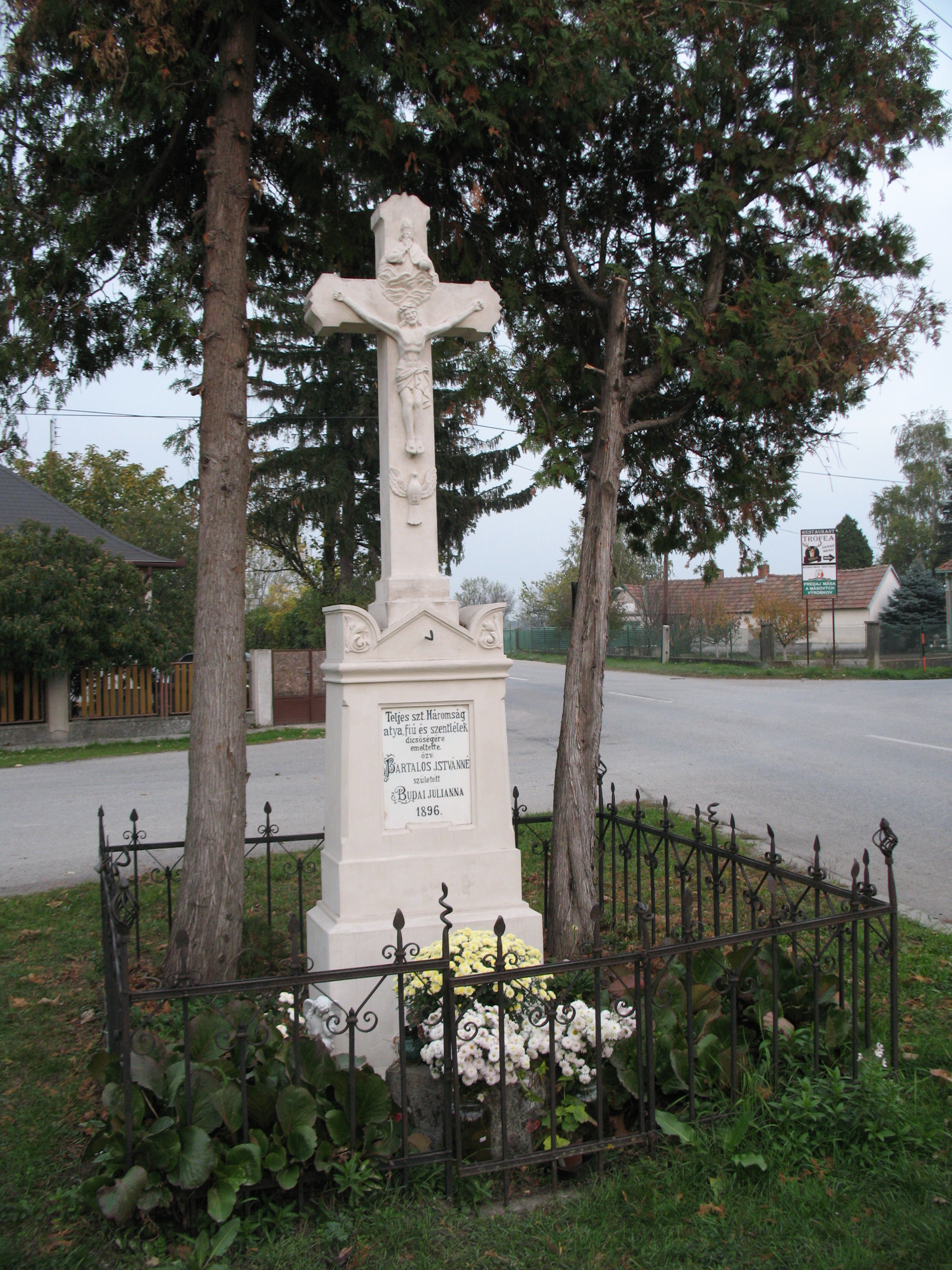
Kereszt 1896-ból

- Barokk-klasszicista kastélya a 18. század elején épült, kastélypark is tartozik hozzá.

## Külső hivatkozások
- Illésháza hivatalos oldala
- Tonkháza a Dunaszerdahelyi régió honlapján[halott link]
- E-obce.sk Archiválva 2008. március 26-i dátummal a Wayback Machine-ben
- Tonkháza Szlovákia térképén